# Hermann Merz

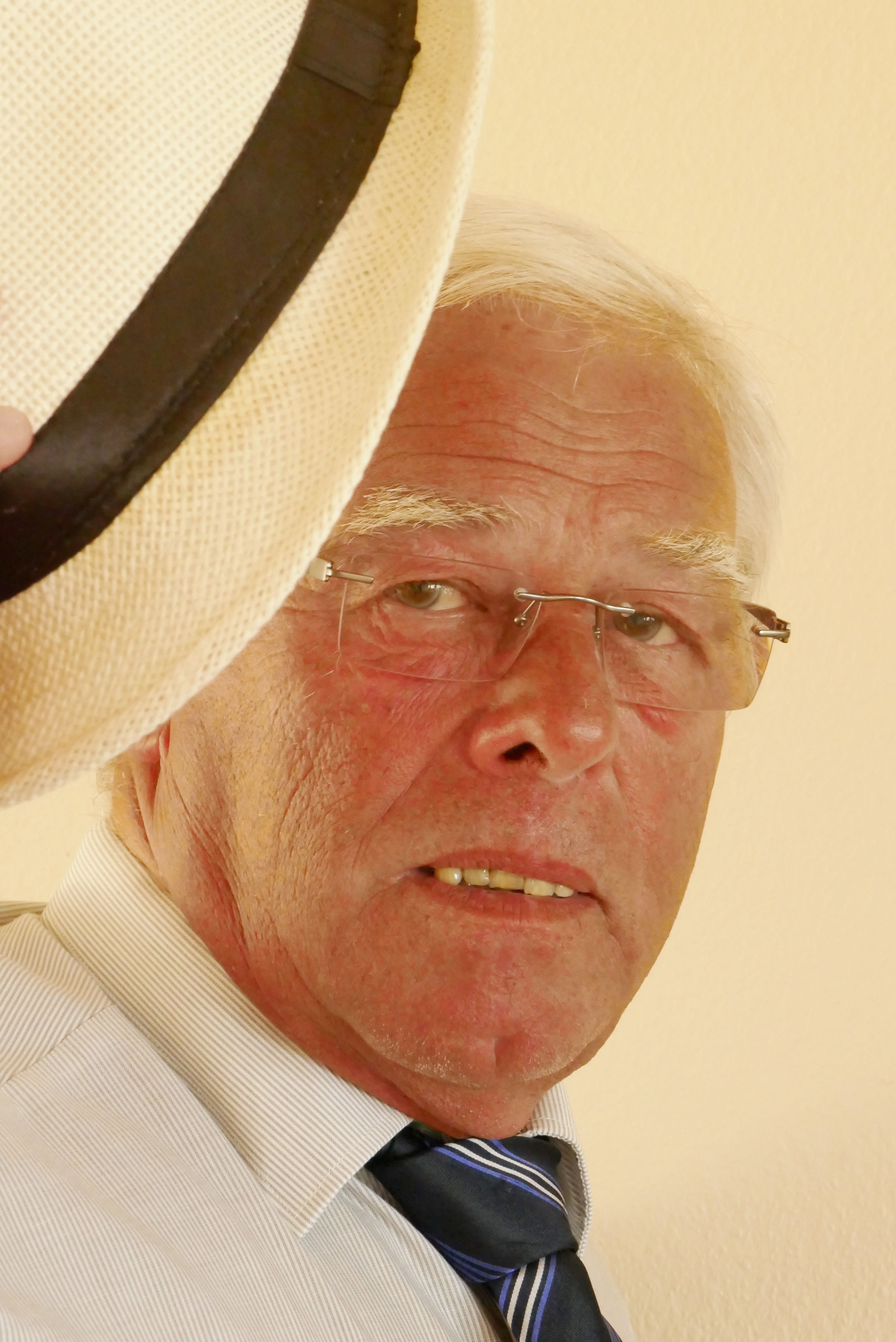
Joel Dominique Sante (2018)

Hermann Merz (* 1954 in Kreuzlingen), bekannter unter seinem Pseudonym Joel Dominique Sante, ist ein Schweizer Kriminalschriftsteller. Bekannt wurde er für seine Romanserie «Tatort Thurgau».

## Leben
Hermann Merz wuchs im Thurgauer Kreuzlingen am Bodensee auf und besuchte dort die Schule. Nach einer Ausbildung zum Hochbauzeichner wurde er 1976 Beamter bei der Kantonspolizei Thurgau. Er war in verschiedenen Positionen bei der Verkehrspolizei, der Kriminalpolizei, dem Kriminaltechnischen Dienst und in der Kantonalen Notrufzentrale in Frauenfeld beschäftigt. Auch war er 30 Jahre lang Diensthundeführer in den Sparten Schutz- & Fährtenhunde und Drogenspürhunde. Nach seiner Pensionierung verfasste er nicht nur eine Familiengeschichte und einen Gedichtband, sondern auch diverse Kriminalromane und Thriller, die sich durch realistische Handlungen und Liebe zum Detail auszeichnen.

## Kriminalromane und Thriller
- Tatort Thurgau – Der Eidgenosse  – Mesan Verlag – ISBN 978-3-952-3196-9-7
- Tatort Thurgau – Tödlicher Mammon – Mesan Verlag – ISBN 978-3-952-4871-1-2[6]
- Tatort Thurgau – Vernichtung aus dem Jenseits – Mesan Verlag – ISBN 978-3-9525240-0-8
- Tatort Thurgau – In nomine Domini, Im Namen des Herrn – Mesan Verlag – ISBN 978-3-9524871-7-4
- Tatort Thurgau – Tiefer Fall – Mesan Verlag – ISBN 978-3-9524871-6-7
- Tatort Thurgau – Dein Blut, mein Blut – Mesan Verlag – ISBN 978-3-9525240-3-9
- Tatort Thurgau – Herr, ich habe gesündigt – Mesan Verlag – ISBN 978-3-9525240-7-7
- Saskja und Napoleon. Mesan Verlag, Frauenfeld 2007, ISBN 978-3-9523196-2-8.
- Das Geheimnis des Dohms. Mesan Verlag (BOD), 2003, ISBN 978-3-9523196-4-2.
- Unternehmen Legalon – Die Jagd nach dem Erbe des Holocaust. Mesan Verlag (BOD), 2007, ISBN 978-3-9523196-1-1.
  - Operation Legalon – The hunt for the Legacy of the Holocaust. Mesan Verlag (BOD), 2019, ISBN 978-3-9524245-8-2 (englisch).
- Todesblüten aus Caracas. Mesan Verlag (BOD), 2006, ISBN 978-3-9523196-3-5.
- Die Jagd nach dem Panther. Mesan Verlag (BOD), 2006, ISBN 978-3-9523196-6-6.
- Diamanten des Todes. Mesan Verlag (BOD), ISBN 978-3-9523196-0-4.
- Schneeflocken – Mesan Verlag – ISBN 978-3-9523196-5-9
- Träume der Hoffnung – Mesan Verlag – ISBN 978-3-9523196-5-9